# Robert Bibal
Robert Bibal, nato Pierre Robert Bibal (X arrondissement di Parigi, 8 febbraio 1900 – X arrondissement di Parigi, 5 gennaio 1973) è stato un regista e sceneggiatore francese.
Morì all'età di 72 anni all'Hôpital Lariboisière di Parigi.

## Filmografia

### Regista
- La Folle nuit (1932)
- Amour... amour... (1932)
- Chouchou poids plume (1932)
- Les Grands, co-regia di Félix Gandéra (1936)
- Remontons les Champs-Élysées, co-regia di Sacha Guitry (1938)
- Deuxième bureau contre kommandantur, co-regia di René Jayet (1939)
- Le Fugitif (1947)
- L'Homme traqué (1947)
- Les Deux Monsieur de Madame (1951)
- Infedele (Le Petit Jacques) (1953)
- Il caffè del porto (Le Tournant dangereux) (1954)
- Une gosse sensass (1957)
- Rapimento a Parigi (Chaque minute compte) (1960)
- Alibi pour un meurtre (1961)

### Sceneggatore
- L'Enfant des neiges, regia di Albert Guyot (1951)